# Бучуковци
Бучуковци е село в Северна България. То се намира в община Дряново, област Габрово.

## История
До към 1935 г. е било самостоятелна община – „Община Бучуковци“. През 70-те години бившата сграда на общината е продадена на частно лице и върху нейните основи е построена частна вила. Преди това около 50-те години е служила и като читалищна сграда. Землището на селото е било едно от най-големите за региона.

## Население
Преброяване на населението през 2011 г.
Численост и дял на етническите групи според преброяването на населението през 2011 г.:
|                     | Численост | Дял (в %) |
| Общо                | 3         | 100,00    |
| Българи             | 3         | 100,00    |
| Турци               | 0         | 0,00      |
| Цигани              | 0         | 0,00      |
| Други               | 0         | 0,00      |
| Не се самоопределят | 0         | 0,00      |
| Неотговорили        | 0         | 0,00      |

## Личности
- Иван Бучуковеца (1785 – 1862), български дърворезбар
- Цаньо Бакалов (1921 – 1994), български партизанин, генерал-лейтенант